# بيتر ليلينتال
بيتر ليلينتال (بالألمانية: Peter Lilienthal)‏ (و. 1929 – م) هو مخرج سينمائي، وكاتب سيناريو، وممثل، ومنتج أفلام من ألمانيا. ولد في برلين.

## وصلات خارجية
- بيتر ليلينتال على موقع IMDb (الإنجليزية)
- بيتر ليلينتال على موقع مونزينجر (الألمانية)
- بيتر ليلينتال على موقع ألو سيني (الفرنسية)
- بيتر ليلينتال على موقع أول موفي (الإنجليزية)
- بيتر ليلينتال على موقع قاعدة بيانات الأفلام السويدية (السويدية)
- بيتر ليلينتال على موقع قاعدة بيانات الفيلم (الإنجليزية)
- بيتر ليلينتال على موقع كينوبويسك (الروسية)